# リノフ・リファルディ
リノフ・リファルディ（英語: Rinov Rivaldy、1999年11月12日 - ）は、インドネシアの男子バドミントン選手。

## 経歴
2017年の世界ジュニア選手権では、男子ダブルスではイェレミア・ランビタンとペアを組み銅メダルを獲得。混合ダブルスではピタ・ハニンチャス・メンタリとペアを組んで金メダルを獲得した。
プロとなってからは混合ダブルスのみに専念し、BWF世界ランキングは最高で9位まで到達した。